# Листкова формація
Листкова формація — сукупність листків однієї рослини, що має однотипний морфогенез та функціональну спеціалізацію.
Розрізняють три типи формації листків: низову, серединну і верхівкову.
Листки низової формації звичайно недорозвинені або видозмінені у зв'язку з тим, що вони виконують спеціалізовану функцію (захисну, накопичувальну). Наприклад, сім'ядольні листки, брунькові луски, редуковані листки кореневищ, а іноді і надземних пагонів.
Листки серединної формації становлять основну масу листків рослини.
Листки верхівкової формації розташовані на квітконосних пагонах, у суцвіттях, поступаються за розміром листкам серединної форнмації, деколи лускоподібні та дуже дрібні.